# Tour Down Under
El Tour Down Under és una cursa ciclista per etapes que se celebra cada any als voltants d'Adelaida, a Austràlia. Comença el tercer dimarts de gener. El 2008 va passar a formar part de l'UCI ProTour i actualment és l'encarregada d'obrir la temporada de l'UCI World Tour.

## Història de la cursa
Creat el 1999, el Tour Down Under es disputa durant la segona meitat del mes de gener, cosa que permet participar-hi a molts equips europeus, que busquen una bona posada a punt de cara a la temporada europea que comença un mes més tard. Pels ciclistes australians és una bona ocasió per a córrer al seu país. Simon Gerrans, amb tres, ostenta el rècord de victòries en aquesta carrera.
Entre el 2005 i el 2007 el Tour Down Under va formar part de l'UCI Oceania Tour en la categoria 2.HC. El 2008 el Tour Down Under es va convertir en la primera carrera UCI ProTour situada fora del continent europeu.
Després de dos anys sense disputar-se per culpa de la pandèmia de COVID-19, el 2023 es va reprendre la cursa.

## Palmarès
| Any  | Vencedor                  | Segon                       | Tercer                        |         |
| ---- | ------------------------- | --------------------------- | ----------------------------- | ------- |
| 1999 | Stuart O'Grady            | Jesper Skibby               | Magnus Bäckstedt              |         |
| 2000 | Gilles Maignan            | Stuart O'Grady              | Steffen Wesemann              |         |
| 2001 | Stuart O'Grady            | Kai Hundertmarck            | Fabio Sacchi                  |         |
| 2002 | Michael Rogers            | Aleksandr Botxarov          | Patrick Jonker                |         |
| 2003 | Mikel Astarloza Chaurreau | Lennie Kristensen           | Stuart O'Grady                |         |
| 2004 | Patrick Jonker            | Robbie McEwen               | Baden Cooke                   |         |
| 2005 | Luis León Sánchez Gil     | Allan Davis                 | Stuart O'Grady                |         |
| 2006 | Simon Gerrans             | Luis León Sánchez Gil       | Robbie McEwen                 |         |
| 2007 | Martin Elmiger            | Karl Menzies                | Lars Ytting Bak               |         |
| 2008 | André Greipel             | Allan Davis                 | José Joaquín Rojas Gil        |         |
| 2009 | Allan Davis               | Stuart O'Grady              | José Joaquín Rojas Gil        |         |
| 2010 | André Greipel             | Luis León Sánchez Gil       | Greg Henderson                |         |
| 2011 | Cameron Meyer             | Matthew Harley Goss         | Ben Swift                     |         |
| 2012 | Simon Gerrans             | Alejandro Valverde Belmonte | Tiago Machado                 |         |
| 2013 | Tom-Jelte Slagter         | Javier Moreno Bazán         | Geraint Thomas                |         |
| 2014 | Simon Gerrans             | Cadel Evans                 | Diego Ulissi                  |         |
| 2015 | Rohan Dennis              | Richie Porte                | Cadel Evans                   |         |
| 2016 | Simon Gerrans             | Richie Porte                | Sergio Henao Montoya          |         |
| 2017 | Richie Porte              | Esteban Chaves Rubio        | Jay McCarthy                  |         |
| 2018 | Daryl Impey               | Richie Porte                | Tom-Jelte Slagter             |         |
| 2019 | Daryl Impey               | Richie Porte                | Wout Poels                    |         |
| 2020 | Richie Porte              | Diego Ulissi                | Simon Geschke                 |         |
| 2021 | suspesa                   | suspesa                     | suspesa                       | suspesa |
| 2022 | suspesa                   | suspesa                     | suspesa                       | suspesa |
| 2023 | Jay Vine                  | Simon Yates                 | Peio Bilbao López de Armentia |         |
| 2024 | Stephen Williams          | Jhonatan Narváez Prado      | Isaac del Toro                |         |
| 2025 | Jhonatan Narváez Prado    | Javier Romo                 | Finn Fisher-Black             |         |